# Pavao Vuk-Pavlović
Pavao Vuk-Pavlović (rođen kao Pavao Wolf) (Koprivnica, 9. veljače 1894. – Zagreb, 13. studenog 1976.), hrvatski filozof i pjesnik.
Od rođenja, nosio je ime Pavao Wolf. Kao mladić u književnom radu koristi pseudonim "Vuk Pavlović". Godine 1918. službeno mijenja ime u Pavao Vuk-Pavlović, pisano s crticom između, kao dvostruko prezime. U literaturi ga ponekad pogrešno navode kao "Pavao Vuk Pavlović" (kao da je "Vuk" drugo ime) ili ga čak navode kao "Vuk Pavlović" i smatraju crnogorskim ili srpskim autorom (čemu pridonosi činjenica da je 13 godina živio i radio u Makedoniji).

## Životopis
Roditelji su mu bili iz uglednih i bogatih židovskih obitelji. Otac Slavko (Samuel) Wolf bio je odvjetnik i poznati šahist. Majka je bila Janka (Johanna), rođena Granitz;  njezin otac, Ignjat (Vatroslav) Granitz, bio je značajan poduzetnik, izdavač i kulturni djelatnik. Godine 1900. prešli su na katoličku vjeru, pa je i šestogodišnji Pavao Wolf bio kršten.

### Do 1918. godine
Osnovnu školu pohađa u Koprivnici, a Klasičnu gimnaziju u Zagrebu, gdje maturira 1912. Zarana se počeo baviti književnošću. Već u prvom razredu gimnazije (tj. kao desetgodišnjak) prevodi s francuskog jednu pripovijest za mladež, pa je taj prijevod i objavljen. Njegova dramska priča Snješkino kraljevanje prikazana je na Dječji dan 1911. u Hrvatskom narodnom kazalištu u Zagrebu u režiji Micike Freudereich.
Studira filozofiju u Leipzigu od 1912. godine. Profesori su mu  Wilhelm Wundt, Eduard Spranger, J. I. Volkelt (s kojim je i kasnije održavao prijateljstvo) i dr. Mobiliziran 1914., ostaje u uniformi do 1918. Objavljuje članke i prijevode.  Svoj pacifistički credo izražava u članku Aristofan i rat, objavljenom 1915. u Jutarnjem listu. Postavši punoljetan (s 24 godine po tadašnjem austrijskom zakonu), u svibnju 1918. službeno mijenja ime u "Pavao Vuk-Pavlović". Nesumnjivo iskreno i duboko prihvatio je hrvatstvo i katoličanstvo (Polić, str. 32),  što ga nije spasilo od rasističkog progona u doba NDH.

### 1918. – 1941.
Nakon rata nastavlja studij filozofije i pedagogije na Filozofskom fakultetu u Zagrebu kod profesora Arnolda (s kojim će biti u osobito srdačnim odnosima), Bazale i Dvornikovića, te studij njemačkog kao sporedni. Promoviran za doktora filozofije 1921. na temelju dizertacije Spoznaja – Metodologički pokušaj s osobitim obzirom na probleme očitosti. Godinu dana provodi na studijskom boravku u Berlinu, proučavajući naročito estetiku i pedagogiju.
Godine 1920. postaje član Hrvatske seljačke stranke. To je ostalo trajno njegovo političko usmjerenje, iako nije bio politički aktivan. (Bazala je bio aktivan u "građanskoj" hrvatskoj opciji, a Dvorniković bio je po uvjerenju integralni jugoslaven.)
Polaže profesorski ispit i predaje na tek osnovanoj III. realnoj gimnaziji, te od 1928. na Višoj pedagoškoj školi u Zagrebu. Jedne je godine, primjenjujući saznanja stečena u Berlinu, organizirao je jedno odjeljenje petog razreda gimnazije uvodeći načela radne škole na osnovi samoupravne razredne zajednice.
Godine 1929. postaje docent na Katedri za filozofiju Filozofskog fakulteta u Zagrebu. Održava predavanja u JAZU, Hrvatskom pedagoško-književnom zboru, 'Pučkom sveučilištu, Radio stanici Zagreb, te na međunarodnim filozofskim kongresima u Pragu 1934. i Parizu 1937.
Godine 1935. preskočen je pri napredovanju u više nastavno zvanje, pa ostaje docent. Razlozi su nejasni;  vjerojatno je osobno razilaženje s profesorom Bazalom bitno utjecalo.
Godine 1937. vjenčao se s Trudom (Gertrudom) Reich, katolkinjom židovskog porijekla, kasnije poznatom glazbeno-odgojnom djelatnicom. Ubrzo su se međutim razišli, te konačno razveli 1943.

### Progon u doba NDH
Uspostavu NDH dočekao je, prema izjavama vjerodostojnih svjedoka, s priličnim optimizmom. (Polić, str. 45) Nove vlasti međutim vrlo brzo donose antisemitske rasističke zakone (vidi članak Holokaust u NDH). S obzirom na to da su ti zakoni, kao i u nacističkoj Njemačkoj, bazirani na "rasnom porijeklu", antisemitske ga mjere zahvaćaju iako je već 40 godina katolik. Suspendiran je s fakulteta i zatim prisilno umirovljen. Imovina njegove obitelji konfiscirana je i prisiljen je iseliti iz centra grada (Preradovićev trg 6, kuća koju je sagradio njegov djed Ignjat Granitz) u kuću na Trešnjevci, tada periferiji grada. Tu je preživio rat relativno mirno, gajeći kokoši i tulipane. Za njegovo preživljavanje možda je djelomice zaslužan nadbiskup Alojzije Stepinac, koji se zalagao za zaštitu onih Židova koji su prešli na kršćanstvo (vidi članak Stepinac i Židovi). Mnogi članovi njegove obitelji pobijeni su (npr. njegovu tetku Olgu Schulz ubio je neki ustaša usred Zagreba, u Preradovićevoj ulici).

### Sukob s komunističkim vlastima
Godine 1945. komunističke ga vlasti kao žrtvu fašizma vraćaju na fakultet. Njegova su predavanja o etici i estetici bila vrlo popularna među studentima raznih grupa. Jedna tadašnja studentica kaže: »U to vrijeme profesorova su predavanja predstavljala duhovnu oazu u nadolazećoj mori najtvrđeg staljinizma.« (cit. u: Polić, str. 48)
Godine 1947. vjenčao se s dr. sc. Leljom Dobronić, muzejskom kustosicom i povjesničarkom. S njom je imao sina Stanimira.
Zbog odbijanja nametnute marksističke dogme (dijalektički i historijski materijalizam), dolazi u sukob s vlastima. Da bi ga izbacili s fakulteta, koriste grupu studenata-skojevaca, koji krajem 1947. započinju graju i bojkot za vrijeme njegovog seminara, prosvjedujući što govori o Plotinu umjesto o Marxu i Lenjinu. Potresen, otišao je i više se nije vratio.
U toj su grupi bili i neki kasnije vrlo istaknuti filozofi. Spomenuta svjedokinja kaže da je student, koji je započeo skandiranje, ubrzo završio na Golom otoku kao staljinist. Drugi predavači na koje su bili izvršeni slični napadi, Vladimir Filipović i psiholog Zoran Bujas, uz određene kompromise preživjeli su "crne dane". Kasnije je ideološki pritisak znatno oslabio i ostvarili su vrlo uspješne akademske karijere.
Dobiva posao kao bibliotekar u Sveučilišnoj knjižnici, odakle 1951. u 57. godini odlazi u invalidsku mirovinu.
Slijedi, međutim, razdoblje intenzivnog filozofskog rada. 1950-ih godina sudjeluje s izlaganjima na međunarodnim filozofijskim kongresima i simpozijima u Bruxellesu, Zürichu, na Siciliji, u Bolzanu i Veneciji. Posebnu pažnju privukla su njegova izlaganja Filozofija i vlast na 11. međunarodnom filozofskom kongresu u Bruxellesu 1953. i Zajednica i nazovizajednica na 2. međunarodnom kongresu o filozofiji i znanosti u Zürichu 1954.

### Od 1958. godine: djelovanje u Makedoniji
Godine 1958. dobiva poziv u Skoplje, gdje sa 64 godine postaje izvanredni, a zatim 1961. i redovni profesor etike i estetike na Filozofskom fakultetu. Supruga Lelja Dobronić sa sinom ostaje u Zagrebu, i sljedećih trinaest godina žive su na relaciji Zagreb–Skoplje. Razvio je vrlo intenzivnu aktivnost. Godine 1959. pri Katedri za filozofiju osniva Laboratorij za estetiku. Objavljuje niz djela na hrvatskom i na makedonskom, te dvije knjige pjesama. Također objavljuje radove na njemačkom i francuskom u zapadnoeuropskim časopisima, te sudjeluje na niz filozofskih skupova na Zapadu.
Umirovljen je 1971. (treća mirovina, ovoga puta ne prisilna). Posljednje godine provodi u Zagrebu. Objavljuje i povremeno javno nastupa.

## Članstva u znanstvenim institucijama i priznanja
Dopisni član JAZU od 1928. godine. Povijesno je nerasvjetljeno zašto nakon obnove rada Akademije 1945. (vlasti NDH ukinule su JAZU i nisu osnovale zamjenu) nije bio uključen u njen rad.
Pravi član Hrvatskog pedagoškoknjiževnog zbora od 1936.
Stekao je više priznanje u inozemstvu nego u domovini. između 1957. i 1965. postaje član uglednih talijanskih, njemačkih i međunarodnih institucija:  Academia del Mediterraneo (Palermo i Rim), Intitut International d'Etudes europeennes "A. Rosmini" (Bolzano), Societe Europeenne de Culture (Venecija), Allgemeine Gesellschaft für Philosophie in Deutschland, Accademia Internazionale "Neocastrum" (Nicastro).
Godine 1969., zalaganjem makedonskih štovatelja, odlikovan je Ordenom bratstva i jedinstva sa zlatnim vijencem za razvijanje kulturne suradnje između Hrvatske i Makedonije.

## Filozofsko usmjerenje

### Spoznajna teorija: kritički idealizam i fenomenologija
U knjizi Spoznaja i spoznajna teorija (1926.) zastupa kritičko-idealističku filozofiju spoznaje modificiranu fenomenologijskom teorijom apodiktične očitosti. U toj i drugim knjigama Husserlove kategorije "životnoga svijeta" (Lebenswelt) i "zrenje bivstva" koristi u analizi svih područja duhovnog života: umjetnosti, kulture, politike.

### Filozofije i svjetovi
Svoju zaokruženu filozofsku misao izlaže u studijama O značenju povijesnih smjeranja 1964. i  O smislu filosofije – Filosofije i svjetovi 1969.  Svjetovi se podvrgavaju zakonima opstanka, rađaju se i nestaju unutar povijesnoga tijeka i kulturne svijesti, koji doživljavaju korijenite preobrazbe; vrijedi to i za duhovne svjetove, koje stvara filozofija.  Ono što se u okvirima zazbiljnosti izdiže kao stalan osobit svijet, stvarna je i konkretna zbilja, koja se živi, doživljava, proživljava, koja se ispunja, dograđuje, stvara nove i često nepredvidljive elemente i snage.  »U nastojanju da, polazeći od zbiljskoga života "svijeta" svojega vremena, istraži "osnove jedinstva" i protumači "bivstvo" toga svijeta, Vuk-Pavlović tijekom svog stvaralaštva i nije ništa drugo radio nego iskušavao duhovnosvjetotvornu moć filozofije. (…) U toj svjetotvornoj funkciji očitavao je uopće smisao svake, pa i svoje filozofije.« (Zenko, str. 393)

### Etičko jedinstvo čovjeka, domovine i čovještva
Narode drži osobitim "sudbinskim zajednicama", koje stvaraju svoj kulturnopovijesni svijet. Zatirati "povijesnotvorne" napore naroda oblik je "psihičkog genocida" ne manje opakog i odvratnog od fizičkog. Nedopustivo je međutim da "humanistički i humani nacionalizam" zastrani u šovinistički i nasilnički nacizam. Jedino etička svijest, temeljena na odgovornosti, može osigurati jedinstvo čovjeka, domovine i čovještva, do "lika kozmičkog čovjeka".

### Filozofija odgoja: budućnost, vrednote, stvaralaštvo
U knjizi Ličnost i odgoj 1932. razvija osobitu, posve domišljenu personalističku filozofiju odgoja. Milan Polić ističe da prvo poglavlje knjige nosi naslov Budućnost. Vuk-Pavlović dokazuje da svijet opstoji samo po ljudskoj djelatnosti, koja je bremenita budućnošću; istu tezu zastupa pedesetak godina kasnije MIlan Kangrga u knjizi Praksa – vrijeme – svijet, vjerojatno bez direktnog utjecaja. (O tim koncepcijama pogledajte članak Historija i povijest u praxis filozofiji.)
Pavlović piše: »Priroda nema budućnosti, nema je ni životinja, a nema je ni čovjek, koliko je biće prirodno.« Budućnost ne dolazi sama od sebe; budućnost je »ono, što živeći i doživljujući doista stvaramo.«  Slične misli iznosili su mnogi mislioci, no Vuk-Pavlović iz te opće teze izvodi i obrazlaže osobiti značaj odgajanja, kao djelatnosti usmjerene na budućnost. Budućnost se »rađa samo ondje, gdje postoji težnja za vrednotom, i ona se ispunja smislom samo u nazočnosti vrednote.« (To bi već Kangrga odbacio kao metafiziku.) Bez ljudskih vrednota, »život (…) mora nužno tonuti u pustoš i prazninu bespovijesna vremena«. Ostvarivanje »smislonosnih vrijednosti« se međutim »ne dâ nipošto zamisliti mogućim ili primjerenim bez akata ljudskoga stvaralaštva«. Tu se smješta i odgoj, usmjeren na gradnju »čovjeka-lica«, tj. osobe. Odgoj je »u svojoj jezgri stvaralački akt upravljen na budućnost čovjeka-lica održavanjem kontinuiteta kulturnog života.« (Polić, str. 101–111.)

### Stvaralaštvo, vjera i sloboda
Biti stvaraocem znači »biti upravo opsjednut vrednotom«, piše Vuk-Pavlović u radu Vrednota i stvaralaštvo (1937.). Stvaralaštvo znači borbu za ostvarenje određene vrijednosti, krčenje puta onome što ima doći kao novo. »Biti stvaraocem znači prema tome ujedno biti borcem.« NIkakva pak »znanost o vrijednostima« ("etika") ne može čovjeku pokazati puta u buduće: ona izučava vrijednosti koje pripadaju prošlosti, a one su značajne samo utoliko, koliko otvaraju prostor za novo, za vlastitu stvaralačku preobrazbu. Iako stvaralac slijedi vrednote, nikakva se vrijednost ne može unaprijed dokazati. (Polić, str. 116–119)
Smisleni čovjekov život moguć je samo na osnovi vrednota; ali čovjekov je slobodni izbor za koje će se vrijednosti i vrijednosna mjerila opredijeliti. Taj je izbor slobodan, ali i neizbježan, piše Vuk-Pavlović u radu Opravdanje vjere (1933.) Čovjek »tu slobodu, kojom se određuje prema vrednotama, bezuvjetno i bez izuzetka mora upotrijebiti«. Taj izbor usmjerava čitav čovjekov život: »Kao što ne možemo u isto vrijeme ići dvjema stazama, tako ne možemo ni naš život oblikovati uporedo prema dvjema različitim mogućnostima vrednovanja.«
Žive vrijednosti, koje su »živo htijenje određene budućnosti« ne mogu se osnivati na onom prošlome, već na vjerovanju po kojemu je ono još ne dogođeno, pa makar i samo zamišljeno, ovdje i sada jedino moguće. Vjera stvaraoca ne samo da se ne može bazirati na znanju: ona mora biti dovoljno čvrsta da se suprotstavi znanju. Vuk-Pavlović ovdje pristaje uz Anselma i Sv. Augustina, a Polić ukazuje na razmišljanja u istom smjeru njegovog suvremeniika A. Camusa i drugih egzistencijalista. (Polić, str. 145–148 id.)
Sam suvremeni ateizam je specifična pojava "posvjetovljenja religije", a potpuna "bezreligioznost" je načelno nemoguća, piše Vuk-Pavlović u članku Bemerkung zum weslichen und őstliche Atheismus ("Primjedba o zapadnom i istočnom ateizmu"), objavljenom u Rimu 1961. Nema svjetonazora, pa ni "znanstvenog" bez nekih metafizičkih ideja: radikalna skepsa onemogućila bi bilo kakvo društveno usklađeno djelovanje prema zajedničkoj budućnosti. (Polić, str. 156–158) Ta pak "zajednica" ne može biti građena na "kolektivizmu" koji ljudske osobe podvrgava autoritarnim vođama ili institucijama. Ne može se bez nekakve religije. Okvir odgoju slobodnih ljudi može biti »samo religija univerzalno upravljena na svijet i čovjeka«, a to može biti »kršćanstvo po ideji i intenciji svojoj«, pisao je u članku Politika, odgoj i religija 1934. (Polić, str. 162-163)

## Pjesnički i prevodilački rad
Osobito su značajni njegovi prevodi na hrvatski indijskog književnika i filozofa R. Tagorea. Njegovo djelo Gitanjali preveo je 1914., a drama ČItra u Vuk-Pavlovićevom prijevodu izvedena je u HNK Zagreb 1915. Prevodio je također švedskog književnika J. A. Strindberga i talijanskog G. Boccaccia.
Načela svoje etike i filozofije povijesti oblikovao je i u zbirkama soneta Zov i Razvaline, tiskanim u Skoplju 1964.

## Ocjene i utjecaj
»Vuk-Pavlović je jedan od malobrojnih hrvatskih filozofa koji je uspio promisliti i domisliti cjelinu bitnih filozofijskih pitanja. (…) Ako je ikojemu hrvatskom filozofu uspjelo upravo filozofiju prepoznatljivo učiniti "duhovno-svjetotvornim" elementom, onda je to uspjelo Vuk-Pavloviću.« (Zenko, str. 403)
Kao predavač i pisac na Filozofskom fakultetu u Zagrebu značajno je pridonio razumijevanju spoznajne teorije, filozofijske pedagogije, estetike i filozofije povijesti. Konzekventni i svestrani mislilac, pisac osebujnoga stilskog izraza. Nije postigao pravo akademsko priznanje prije Drugog svjetskog rata (12 godina ostaje docent), a nakon njega dolazi u sukob s komunističkim vlastima. Nakon toga u Hrvatskoj je zadugo bio zanemaren, usprkos knjizi o njemu Marije Bride iz 1974. i još nekoliko radova. Veću pažnu posvećuju mu 1990-ih.
Tek u dobi od preko 60 godina, dolazi do zasluženog priznanja i položaja profesora u Skoplju. U Makedoniji ga i danas izrazito cijene. Utemeljio je tamošnji studij filozofije »u slobodnom, odgovornom i kritičkom duhu zagrebačkoga Odsjeka za filozofiju.« (Despot, 2000:350–351)
Godine 1992. otkrivena je spomen-ploča na njegovoj rodnoj kući u Koprivnici. Povodom stote obljetnice njegovog rođenja, godine 1994. organiziran je u Zagrebu znanstveni skup s temom Filozofija odgoja Pavla Vuk-Pavlovića. U Skoplju je iste godine objavljen izbor iz njegovih radova pod naslovom Stvaralaštvo i muzejska estetika – Principi Estetičkog laboratorija. Knjige su mu posvetili Marija Brida (1974.) i Milan Polić (2001.)  Na Univerzitetu Sv. Kiril i Metodij u Skoplju obranjeni su (barem) jedan magisterij i jedan doktorat na temu Vuk-Pavlovićeve filozofije, te jedan doktorat na Odsjeku za filozofiju Filozofskog fakulteta Sveučilišta u Zagrebu (Milan Mišković, kod profesorice Nadežde Čačinović).
Povodom 25. godišnjice njegove smrti, u studenome 2001. u Zagrebu je održan znanstveni skup u organizaciji HAZU i Instituta za filozofiju, uz sudjelovanje znanstvenika iz Hrvatske i Makedonije. Zbornik sa skupa tiskan je 2003.

## Djela
Objavljene knjige i brošure, te neki drugi značajni radovi iz filozofije:
- Spoznaja i spoznajna teorija, Zagreb, 1926. (dorađena doktorska dizertacija)
- Ličnost i odgoj, Zagreb, 1932.
- Opravdanje vjere, Zagreb, 1933.
- Stvaralački lik Đure Arnolda, Zagreb, 1934.
- Spinozina nauka, Zagreb, 1938.
- Vrednota u svijetu, Skoplje, 1961.
- Filosofije i svjetovi, Skoplje 1962.
- Osnovi estetike I. i II., Skoplje, 1968. – 1970.
- O smislu filosofije, Zagreb, 1969.
- Stefan Sidovski i Pavao Vuk-Pavlović: Filmskiot kadar. Negovata estetska suština
- O značenju povijesnih smjeranja, Zagreb, 1974. (Prvi put objavljeno na njemačkom 1964. i na hrvatskom u Skoplju 1964.)
- Duševnost i umjetnost, Zagreb: Liber, 1976.
- Tvorštvoto i muzejskata estetika – Principite na Estetičkata laboratorija, Skoplje, 1994. (Priredio: Kiril Tenkov) Ova knjiga sadrži pet radova objavljenih između 1937. i 1964. prevedenih na makedonski, izbor iz njegovih knjiga soneta na hrvatskom, te jedan rad na njemačkom.
- Filozofija odgoja, Zagreb: Hrvatska sveučilišna naklada, 1996. (Uredio Milan Polić)

Knjige pjesama:
- Zov, Skoplje 1964.
- Razvaline, Skoplje 1964.
- Usplahireni stihovi, Zagreb: vlastita naklada, 1976.

## Vanjske poveznice
- Prikaz života i djela
- Tekst o Pavlu Vuk-Pavloviću na dekada.org, povodom simpozija o njemu 2001.  Arhivirana inačica izvorne stranice od 27. studenoga 2010. (Wayback Machine)
- Zbornik posvećen Pavlu Vuk-Pavloviću iz 2003.  Arhivirana inačica izvorne stranice od 27. rujna 2007. (Wayback Machine) Dostupni su uvod Pave Barišića, te sažeci izlaganja.
- Biblioteka Sabrana djela Pavla Vuk-Pavlovića
- Vladimir Lončarević: PROFESOR KOJI JE NA PREDAVANJU INSCENIRAO STUDENTSKU POBUNU Pavao Vuk-Pavlović – filozof »uskrsloga života«  Glas Koncila, 25. siječnja 2017.